# ألكوا (شركة)
شركة ألكوا ( اختصارًا لـ" شركة الألومنيوم الأمريكية ") هي شركة صناعية أمريكية. وهي ثامن أكبر مُنتج للألومنيوم في العالم.   تُدير ألكوا عملياتها في عشر دول. تُعدّ ألكوا مُنتجًا رئيسيًا للألومنيوم الأولي، والألومنيوم المُصنّع، والألومينا مُجتمعةً، من خلال مشاركتها النشطة والمتنامية في جميع الجوانب الرئيسية للصناعة: التكنولوجيا، والتعدين، والتكرير، والصهر، والتصنيع، وإعادة التدوير. 
نشأت شركة ألكوا في عام 1888 كفكرة من تشارلز مارتن هول ، بتمويل من ألفريد إي هانت وآرثر فينينج ديفيس . كانت ألكوا أول منتج ضخم للألمنيوم. قبل تأسيس ألكوا، كان من الصعب تنقية الألومنيوم، ونتيجة لذلك، كان أغلى من الفضة أو الذهب.  في عام 1886، اكتشف هول عملية هول-هيرو ، وهي أول تقنية غير مكلفة لتنقية الألومنيوم، مما أدى إلى خفض سعر الألومنيوم بشكل كبير مع زيادة توفره. اتصل هول بهانت وديفيس لتشكيل شركة لطرح عمليته في السوق؛ أسس الثلاثة شركة ألكوا باسم شركة بيتسبرغ للتخفيض ، والتي توسعت بسرعة. توفي هانت في عام 1898 بعد القتال في الحرب الإسبانية الأمريكية . غيرت الشركة اسمها إلى شركة الألومنيوم الأمريكية في عام 1907. زادت ألكوا الإنتاج بنسبة 40٪ خلال الحرب العالمية الأولى وكانت موردًا أساسيًا للألمنيوم في الحرب العالمية الثانية.
في العقد الأول من القرن الحادي والعشرين، استحوذت شركة ألكوا على العديد من الشركات المنافسة، بما في ذلك شركة رينولدز جروب هولدينجز (صانعة رينولدز راب). في الأول من نوفمبر عام 2016، انقسمت شركة ألكوا إلى كيانين: شركة جديدة تُسمى شركة ألكوا، والتي تعمل في تعدين وتصنيع الألومنيوم الخام، وشركة أخرى أُعيدت تسميتها إلى شركة أركونيك ، والتي تُعالج الألومنيوم والمعادن الأخرى.  وتعرضت ألكوا لانتقادات بسبب سجلها البيئي المتراخي، لكنها لم تعد تُصنف ضمن أسوأ الشركات المُلوثة في الولايات المتحدة. 

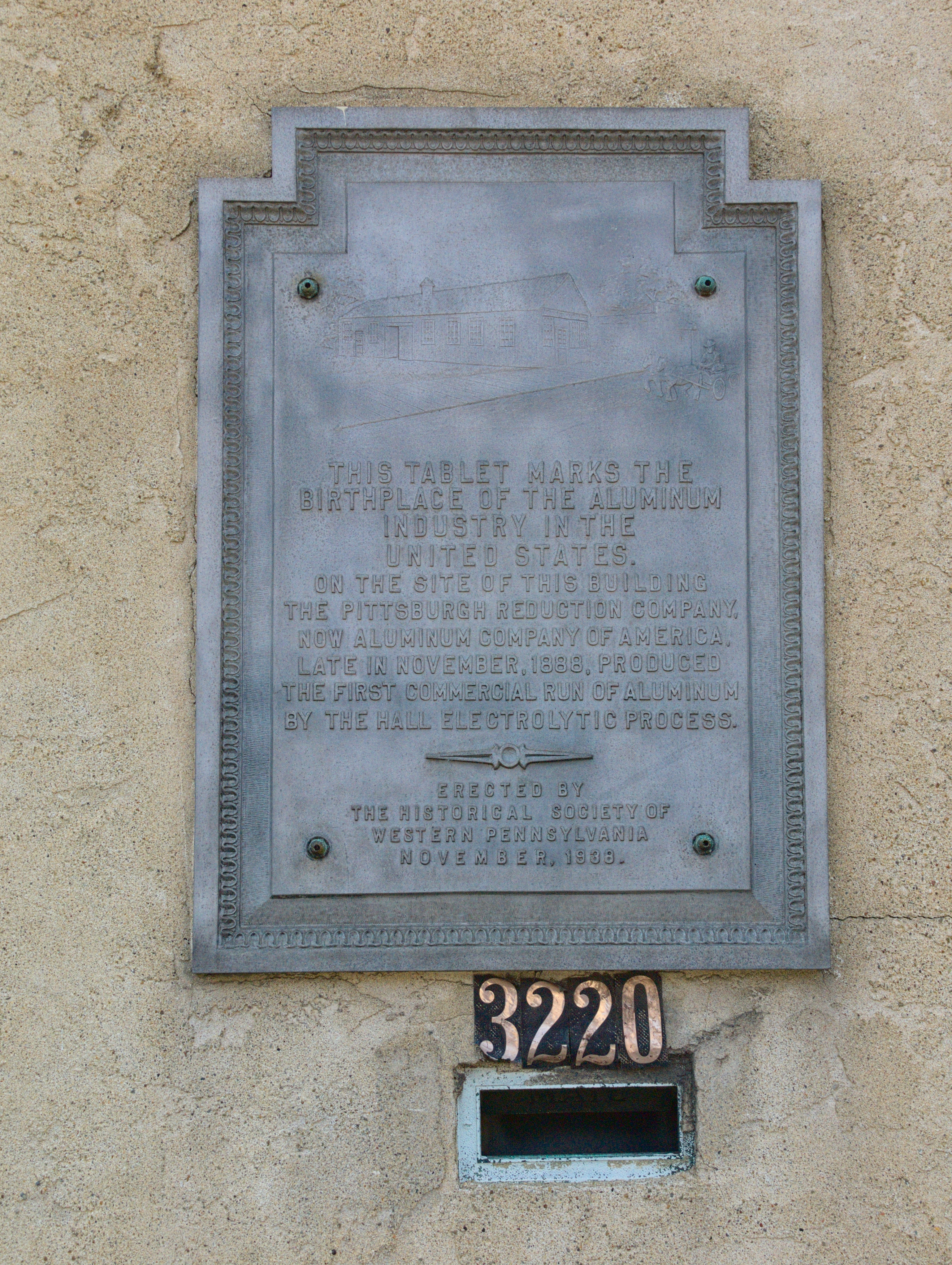
لوحة تُشير إلى المكان الذي أنتجت فيه شركة بيتسبرغ للاختزال، المعروفة الآن باسم شركة الألومنيوم الأمريكية، أول دفعة تجارية من الألومنيوم باستخدام عملية هول للتحليل الكهربائي في نوفمبر 1888. رُكّبت اللوحة من قِبل الجمعية التاريخية لغرب بنسلفانيا عام 1938.

العلم المستخدم من قبل شركة ألكوا ستيمشيب

العلم القديم الذي استخدمته شركة ألكوا للسفن البخارية (1963-1990)

العلم القديم الذي استخدمته شركة ألكوا للسفن البخارية (1917-1963)

## أنظر أيضاً
- الألومينا
- علبة ألومنيوم
- قائمة مصافي الألومينا
- شركة ألكوا العالمية للألومينا والمواد الكيميائية
- ألكوا، تينيسي
- شركة ألكوا لتوليد الطاقة
- شركة Cutco ، وهي شركة تبيع السكاكين، تأسست في عام 1949 على يد شركة ألكوا وكات كاتلري
- قائمة مصاهر الألمنيوم
- إعلان شركة ألكوا للألمنيوم عام 1953
- تاريخ الألومنيوم

## روابط خارجية
- الموقع الرسمي